# Toyota Corolla Spacio
Toyota Corolla Spacio — компактвен японської компанії Toyota, випускається в 1997-2009 роках. Йому на зміну прийшла Toyota Verso.

## Розробка
Маркетингові підрозділи компанії Тойота прийшли до висновку, що існує ніша споживачів, які мріють придбати мінівен, проте відмовляються від покупки через високу вартість або через те, що повноцінний мінівен володіє великими розмірами, що не завжди зручно при щоденній експлуатації. Для таких покупців була розроблена модифікація Спасіо (від англійського слова space - простір) на базі звичайної Toyota Corolla.

## Перше покоління (E110N, 1997–2001)

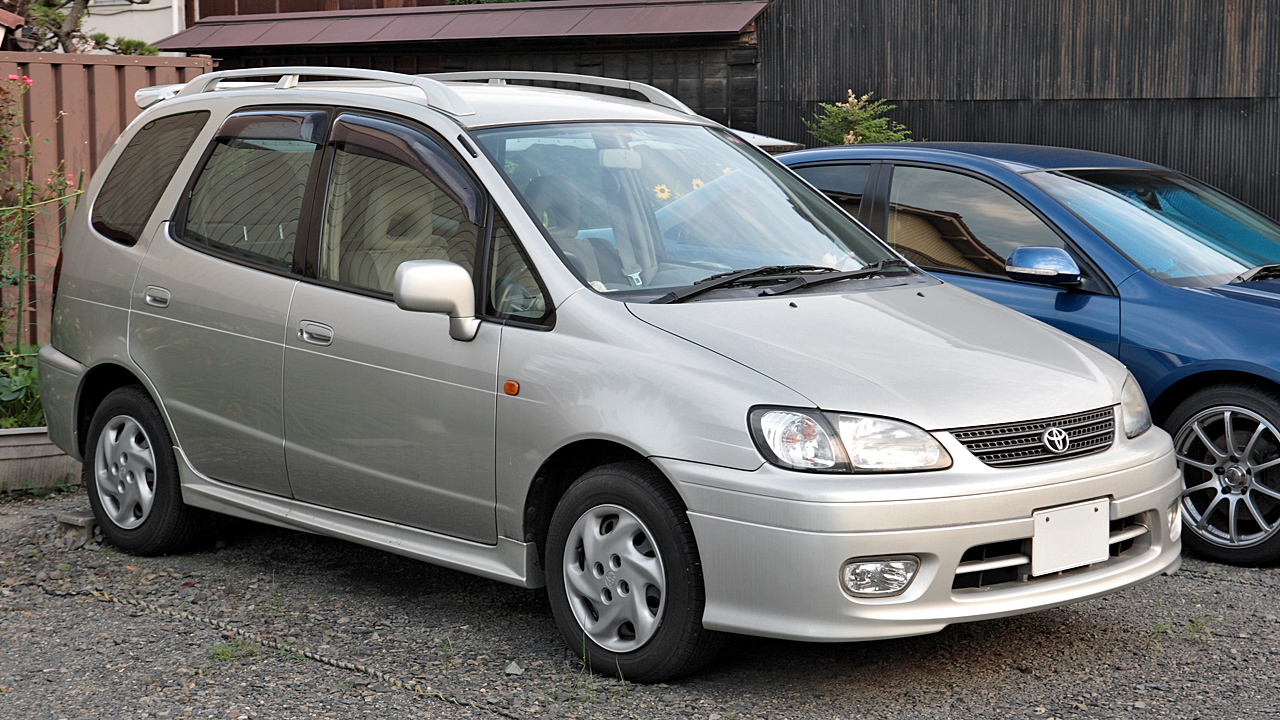
Toyota Corolla Spacio (E110N, 1997–2001)

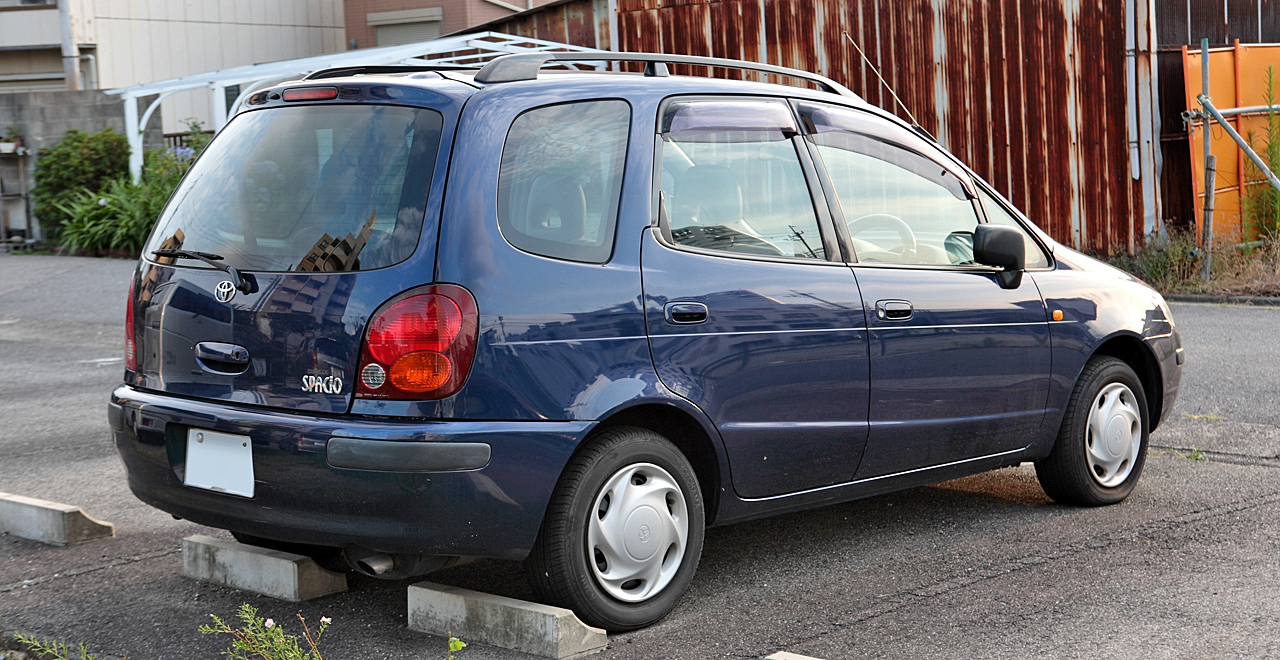

Перше покоління (Е11) існувало тільки з правим кермом і випускалося виключно для ринку Японії. Corolla Spacio комплектувалася чотирициліндровими рядними інжекторними двигунами об'ємом 1.6 і 1.8 літра («4А-FE» і «7А-FE» відповідно) з повністю електронним (цифровим) управлінням, причому 1.8-літровий двигун встановлювався тільки на повнопривідні модифікації. Кузов розроблений на базі восьмого покоління Toyota Corolla - АЕ111 для передньопривідних і АЕ112 - для повнопривідних моделей.
З особливостей конструкційних рішень Spacio можна, наприклад, відзначити наявність в ходовій частині заднього стабілізатора поперечної стійкості.
З недоліків моделі вітчизняні користувачі відзначають посередню шумоізоляцію салону, недостатню продуктивність обігрівача/кондиціонера, малий дорожній просвіт в поєднанні з м'якою підвіскою, і явну слабкість двигуна 4А, що при завантаженні салону викликає істотне збільшення витрати палива - розрахункова вантажопідйомність автомобіля всього 260 кг, тобто троє дорослих (по 80 кг) і одна малолітня дитина (20 кг).
У 1999 році відбувся невеликий рестайлінг моделі.

## Друге покоління (E120N, 2001–2007)

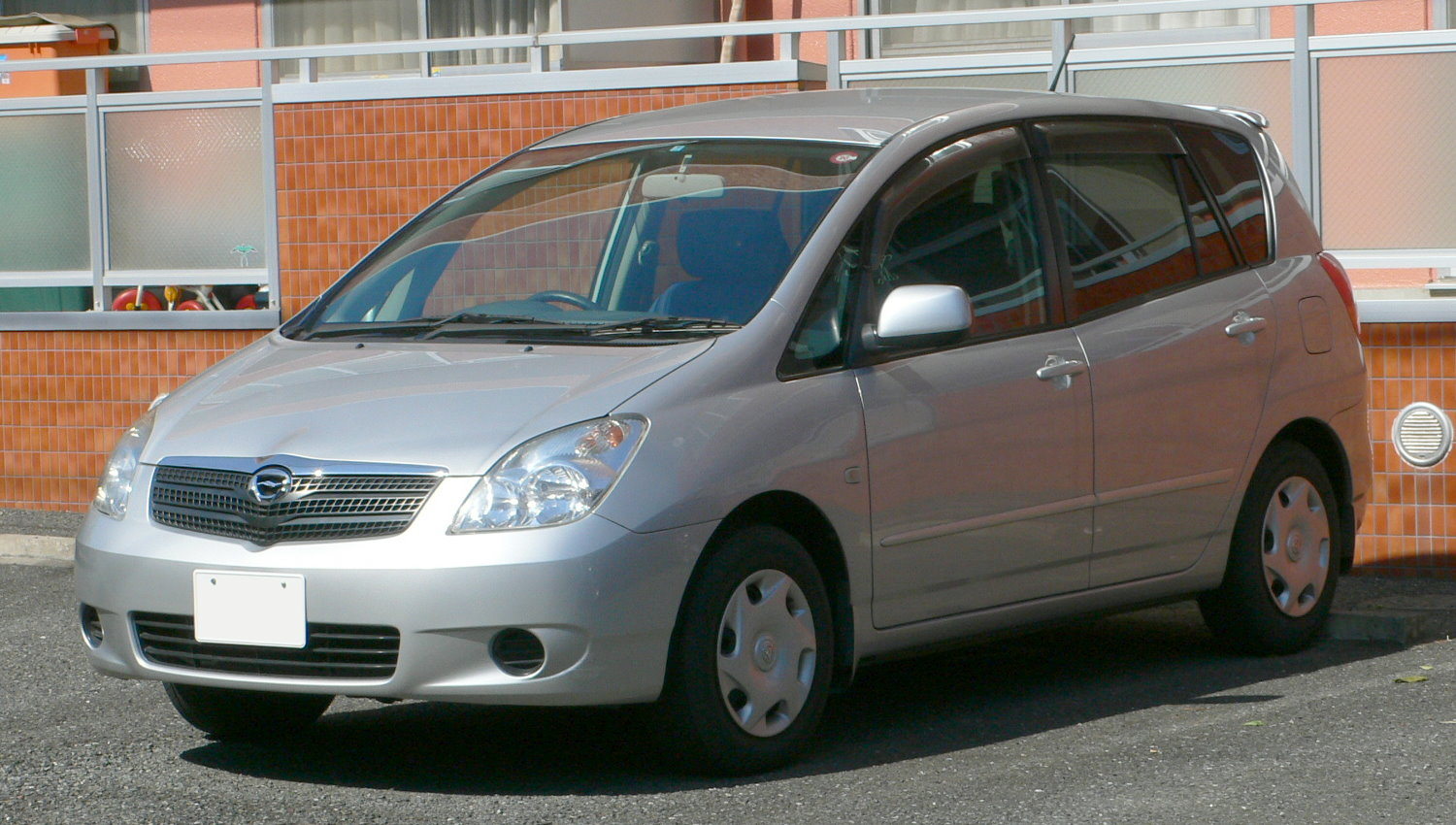
Toyota Corolla Spacio (E120N, 2001–2007)

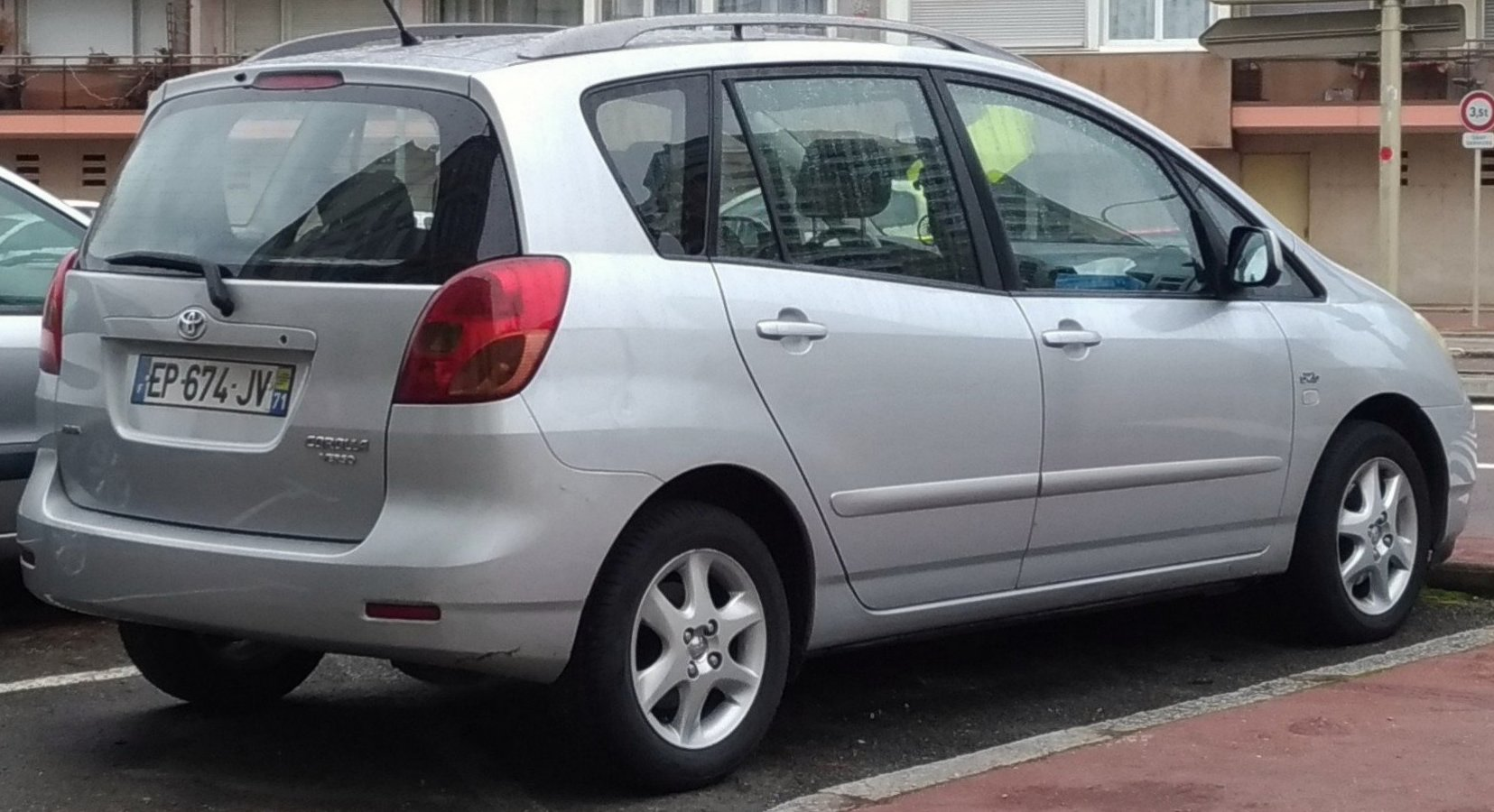
Toyota Corolla Verso

В 2001 році кузов повністю змінили новим (Е12) - поряд з поліпшеннями дизайну був прибраний піднесений майданчик під заднім диваном, електронний дисплей замінений на електромеханічні шкальні покажчики. Відбулася зміна двигунів, тепер вони всі оснащувалися системою VVT-i. Варто зауважити, що це покоління машин випускалося не тільки з правим кермом, але і з лівим  для ринку США та Європи, де іменувалося Corolla Verso. Toyota припинила випуск Corolla Spacio в 2007 році.

## Третє покоління (ZER/ZZE, 2004–2009)

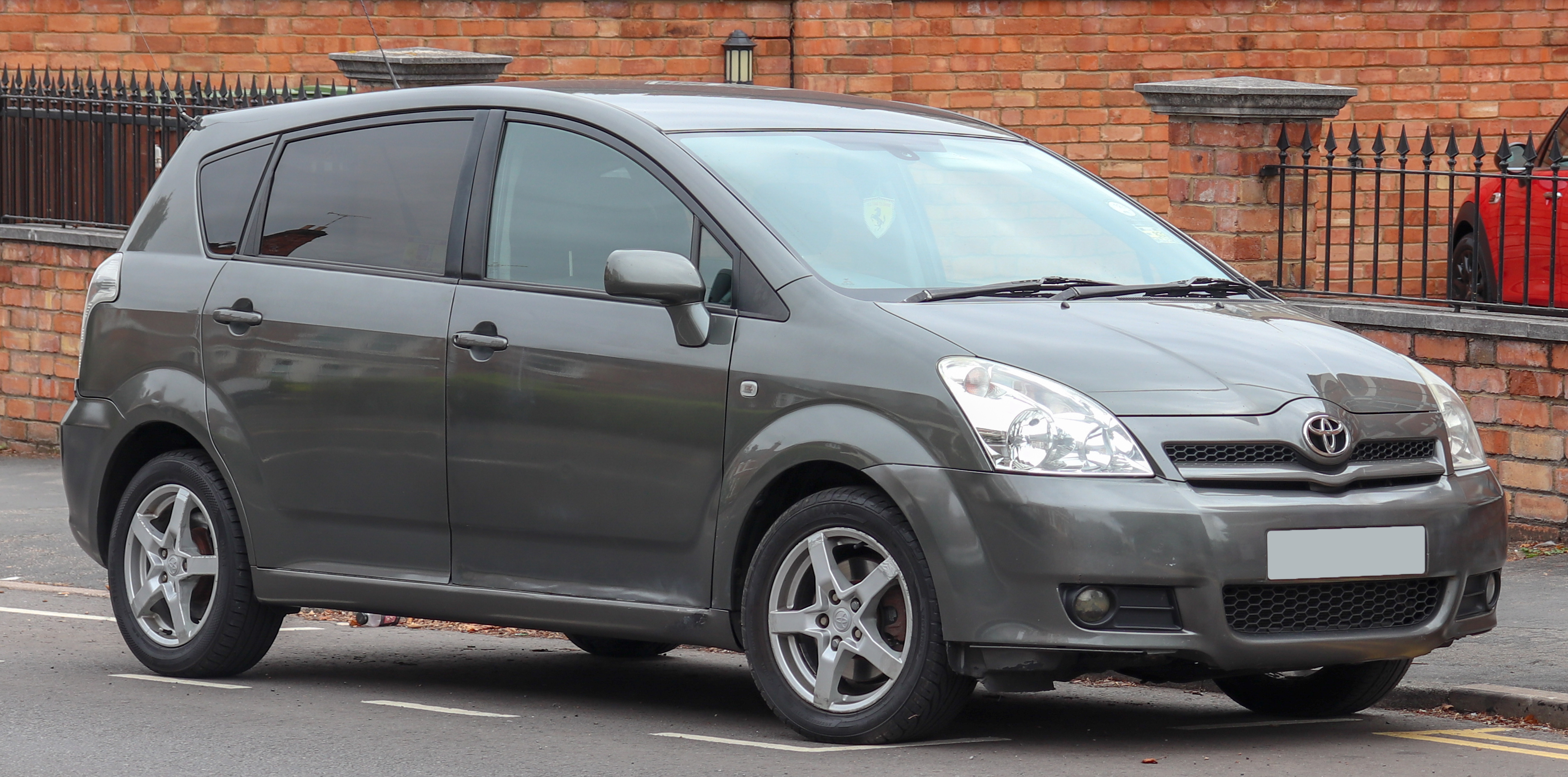
Toyota Corolla Verso (ZER/ZZE, 2004–2009)

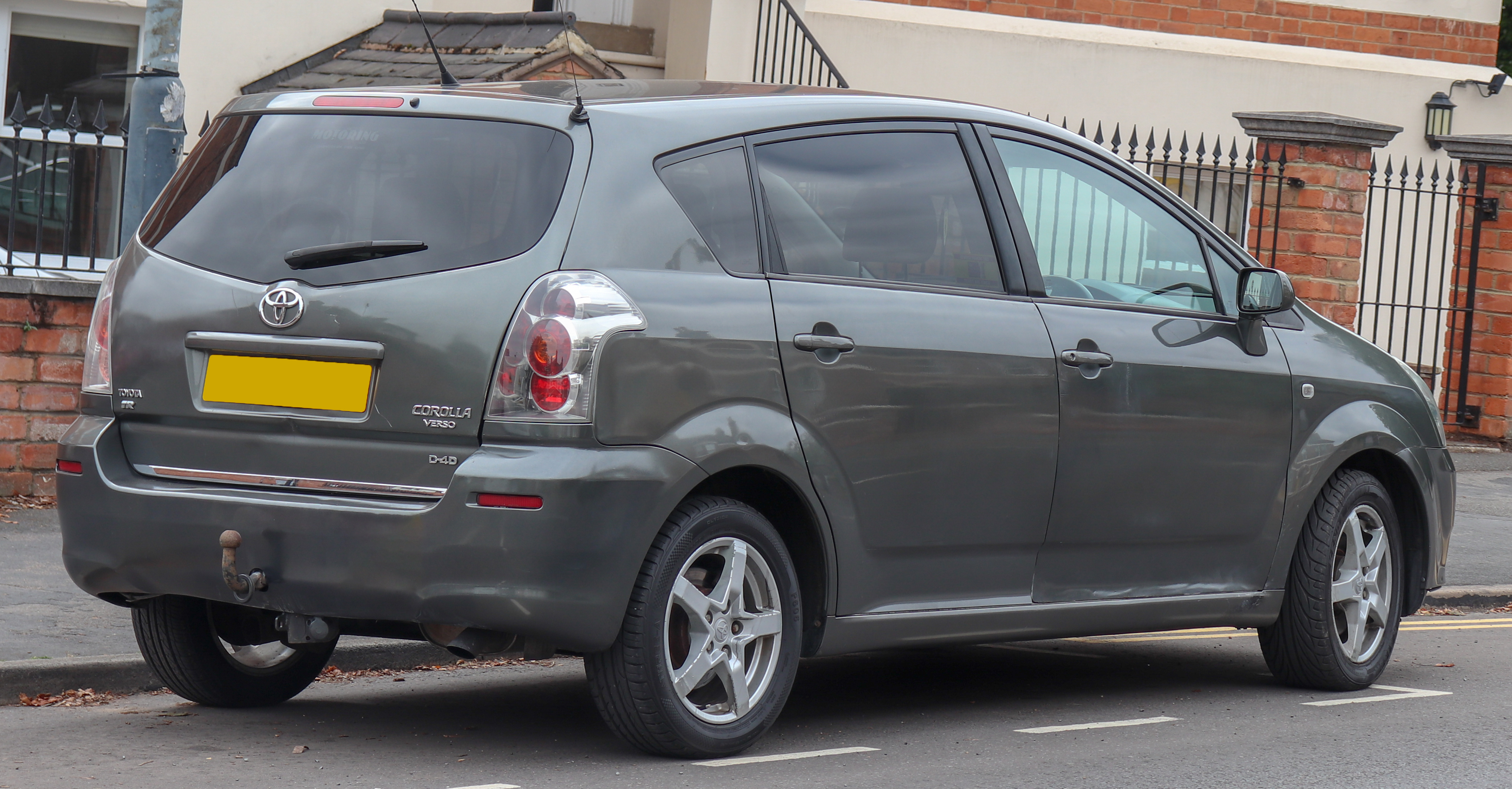

У 2004 році вийшло нове покоління Toyota Corolla Verso, що продавалось тільки на європейському ринку до 2009 року.

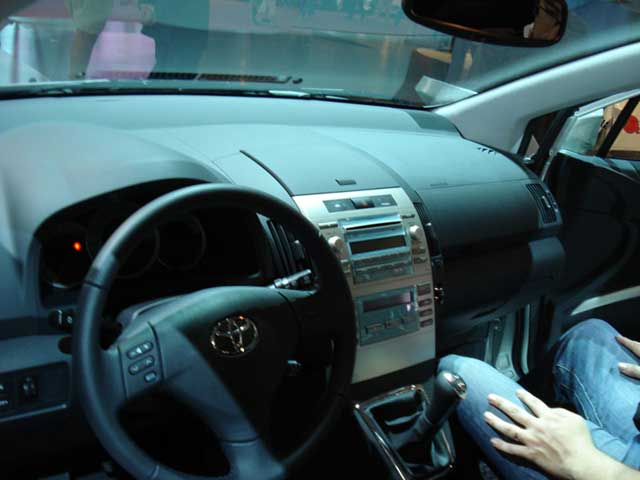

Від початку Toyota Corolla Verso представлено з трьома двигунами: двома бензиновими та одним дизельним. Бензиновий 1.6-літровий чотирициліндровий двигун VVT-i пропонує 109 кінських сил. Компактвен він розжене за 12.7 секунди. Витрачає цей силовий агрегат 7.3 л/100км у змішаному циклі. Пару двигуну складає п’ятиступінчаста механічна коробка передач. Ще одним представником бензинового переліку є 1.8-літровий чотирициліндровий двигун VVT-i на 127 конячок. Відмітки у 100 км/год автомобіль з ним досягає за 12.7 секунд. Витрачає Corolla Verso 7.5 л/100км. Дизельний 2.0-літровий чотирициліндровий двигун пропонує 116 конячок потужності. Відмітки у 100 км/год автомобіль досягає за 12.5 секунд. Витрачає двигун 6.5 л/100км. Версія двигуна на 90 кінських сил пропонує 13.5 секунд при розгоні до сотні та 6.2 л/100км витрати. У 2005 році з’явився ще один дизельний двигун на 2.2 літра. Цей чотирициліндровий силовий агрегат на 136 кінських сил розганяється за 10.2 секунд. Витрачає автомобіль 6.6 л/100км. Пару двигунам складають п’ятиступінчаста механічна та чотириступінчаста автоматична коробки передач. 
За версією журналу Auto Bild, що публікує щорічні рейтинги надійності автомобілів в ФРН AUTO BILD TÜV-Report, Toyota Corolla Verso стала найнадійнішою серед легкових автомобілів у віці від 2 до 3 років у 2008 році.